# Карнитин-О-пальмитоилтрансфераза
Карнитин-О-пальмитоилтрансфераза, также карнитинацилтрансфераза или карнитинпальмитоилтрасфераза, сокр. КПТ (англ. Carnitine O-palmitoyltransferase, сокр. CPT)  — фермент (КФ 2.3.1.21), из семейства ацилтрансфераз (класс трансферазы), катализирующий перенос ацильной группы с молекулы ацил-КоА на молекулу карнитина (с образованием ацилированного карнитина — карнитин-СOR (где R — остаток жирных кислот, в частности пальмитоил) и молекула кофермента А (КоА-SH)) и обратно. Относится к интегральным белкам, располагается на внешней стороне внешней мембраны (на цитоплазматической стороне) и внутренней стороне внутренней мембраны митохондрий (на стороне матрикса). Является неотъемлемой частью карнитиновой транспортной системы. Имеет несколько  различных форм. Участвует в деградации жирных кислот.

## Механизм переноса
Представлен в виде уравнений:
R-CO~SКоА + карнитин ↔ карнитин-COR + КоА-SH
Реакция обратимая. Фермент, расположенный на внешней мембране (карнитин-пальмитоилтрансфераза I, CPT1) митохондрий катализирует прямую реакцию, и соответственно обратную, однако, он располагается на внутренней стороне внутренней мембраны митохондрий (карнитин-пальмитоилтрансфераза II, CPT2)

## Формы, встречающиеся у человека
Существуют 4 различные формы данного фермента, которые обнаружены в организме человека:
- CPT1A
- CPT1B
- CPT1C
- CPT2